# 库尔皮耶尔
库尔皮耶尔（法語：Courpière，法語發音：[kuʁpjɛʁ]），又称库尔皮埃尔，是法国多姆山省的一个市镇，位于该省东部，属于蒂耶尔区。

## 地理
库尔皮耶尔（45°45'18"N, 3°32'17"E）面积31.82 平方千米，位于法国奥弗涅-罗讷-阿尔卑斯大区多姆山省，多尔河自南向北呈倒S型流经市区。
与库尔皮耶尔接壤的市镇（或旧市镇、城区）包括：奥弗涅地区欧比松、欧日罗勒、埃斯库图、多尔河畔内龙德、圣弗卢尔莱唐、索维亚、塞尔芒蒂宗、特雷济乌、沃洛尔城。
库尔皮耶尔的时区为UTC+01:00、UTC+02:00（夏令时）。

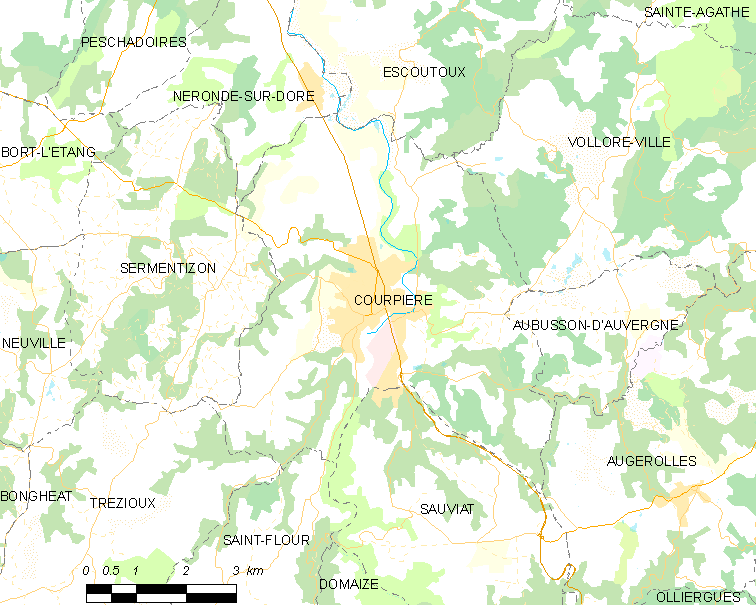
库尔皮耶尔的OSM定位图

## 行政
库尔皮耶尔的邮政编码为63120，INSEE市镇编码为63125。

## 政治
库尔皮耶尔所属的省级选区为利夫拉杜瓦山县。

## 交通
多姆山省省道D7线、D58线、D223线和D906线在市区交汇。

## 人口

1962-2008年间库尔皮耶尔人口变化图示

库尔皮耶尔于2022年1月1日时的人口数量为4109人。

## 友好城市
德国 鲁佩茨贝格